# 2004년 하계 올림픽 수영
2004년 하계 올림픽 수영 경기는 2004년 8월 14일부터 8월 21일까지 그리스 아테네에서 열렸다.

## 경기장
2004년 하계 올림픽 수영 경기는 아테네 올림픽 아쿠아틱 센터에서 열렸다.

## 세부종목
2004년 하계 올림픽 수영의 세부종목은 다음과 같다:
- 자유형: 50m, 100m, 200m, 400m, 800m (여자), 1500m (남자)
- 배영: 100m, 200m
- 평영: 100m, 200m
- 접영: 100m, 200m
- 개인혼영: 200m, 400m
- 릴레이 경기: 400m 자유형, 800m 자유형, 400m 혼계영

## 메달리스트

### 남자
| 종목                    | 금 | 금         | 은 | 은          | 동 | 동          |
| ----------------------- | --- | ---------- | --- | ----------- | --- | ----------- |
| 50m 자유형 자세히       | 개리 홀 · 미국 | 21.93      | 두예 드라가냐 · 크로아티아 | 21.94       | 롤란트 쇠만 · 남아프리카 공화국                                                                                                  | 22.02       |
| 100m 자유형 자세히      | 피테르 반 덴 호헨반트 · 네덜란드                                                                                                 | 48.17      | 롤란트 쇠만 · 남아프리카 공화국 | 48.23       | 이언 소프 · 오스트레일리아 | 48.56       |
| 200m 자유형 자세히      | 이언 소프 · 오스트레일리아 | 1:44.71 OR | 피터르 반 덴 호헨반트 · 네덜란드 | 1:45.23     | 마이클 펠프스 · 미국 | 1:45.32 AM  |
| 400m 자유형 자세히      | 이언 소프 · 오스트레일리아 | 3:43.10    | 그랜트 해켓 · 오스트레일리아 | 3:43.36     | 클레이트 켈러 · 미국 | 3:44.11 AM  |
| 1500m 자유형 자세히     | 그랜트 해켓 · 오스트레일리아 | 14:43.40   | 라젠 젠슨 · 미국 | 14:45.29 AM | 데이비드 데이비스 · 영국 | 14:45.95 NR |
|                         | |            | |             | |             |
| 100m 배영 자세히        | 에런 피어솔 · 미국 | 54.06      | 마르쿠스 로간 · 오스트리아 | 54.35       | 모리타 토모미 · 일본 | 54.36 AS    |
| 200m 배영 자세히        | 에런 피어솔 · 미국 | 1:54.95 OR | 마르쿠스 로간 · 오스트리아 | 1:57.35     | 러르반 플로레아 · 루마니아 | 1:57.56     |
|                         | |            | |             | |             |
| 100m 평영 자세히        | 기타지마 고스케 · 일본 | 1:00.08    | 브랜던 핸슨 · 미국 | 1:00.25     | 위그 뒤보스크 · 프랑스 | 1:00.88     |
| 200m 평영 자세히        | 기타지마 고스케 · 일본 | 2:09.44 OR | 주르터 다니엘 · 헝가리 | 2:10.80     | 브랜던 핸슨 · 미국 | 2:10.87     |
|                         | |            | |             | |             |
| 100m 접영 자세히        | 마이클 펠프스 · 미국 | 51.25 OR   | 이언 크로커 · 미국 | 51.29       | 안드리 세르디노우 · 우크라이나                                                                                                   | 51.36 EU    |
| 200m 접영 자세히        | 마이클 펠프스 · 미국 | 1:54.04 OR | 야마모토 타카시 · 일본 | 1:54.56 AS  | 스테펜 패리 · 영국 | 1:55.52     |
|                         | |            | |             | |             |
| 200m 개인혼영 자세히    | 마이클 펠프스 · 미국 | 1:57.14 OR | 라이언 록티 · 미국 | 1:58.78     | 게오르게 보벨 · 트리니다드 토바고                                                                                                | 1:58.80 NR  |
| 400m 개인혼영 자세히    | 마이클 펠프스 · 미국 | 4:08.26    | 에릭 벤트 · 미국 | 4:11.81     | 체흐 라슬로 · 헝가리 | 4:12.15     |
|                         | |            | |             | |             |
| 400m 자유형 계주 자세히 | 남아프리카 공화국 · 롤란트 쇠만 · 린던 펀스 · 다리안 타운센드 · 라이크 네틀링                                                    | 3:13.17    | 네덜란드 · 요한 켄후이스 · 미트야 자스트로프 · 에리크 즈베링 · 피테르 반 덴 호헨반트 · 마르크 벤스*                                 | 3:14.36 NR  | 미국 · 이언 크로커 · 마이클 펠프스 · 네일 왈커 · 제이슨 리잭 · 네이트 두싱* · 개리 홀* · 개비 우드워드*                          | 3:14.62     |
| 800m 자유형 계주 자세히 | 미국 · 마이클 펠프스 · 라이언 록티 · 피터 밴터케이 · 클레이트 켈러 · 스콧 골드블러트* · 단 케첨*                                 | 7:07.33 AM | 오스트레일리아 · 그랜트 해켓 · 마이클 클림 · 니콜라스 스프렌저 · 이언 소프 · 앤서니 마트코비치* · 토드 피어슨* · 크레이그 스티븐스* | 7:07.46     | 이탈리아 · 에밀라노 브렘빌라 · 마시밀라노 로솔리노 · 시모네 케르카토 · 필리포 마그니니 · 페데리코 카펠라초* · 마테오 펠리치아리* | 7:11.83     |
| 400m 혼계영 자세히      | 미국 · 에런 피어솔 · 브랜던 핸슨 · 이언 크로커 · 제이슨 리잭 · 레니 크레이즐버그* · 마크 갱글로프* · 마리클 펠프스* · 네일 왈커* | 3:30.68    | 독일 · 스테펜 드리에센 · 옌스 크루파 · 토마스 루프라트 · 라르스 콘라드 · 헬게 메우프*                                               | 3:33.62     | 일본 · 모리타 토모미 · 기타지마 고스케 · 야마모토 타카시 · 오쿠무라 요시히로                                                     | 3:35.22     |

*는 예선에만 참가하고 메달을 딴 선수를 의미한다.

### 여자
| 종목                    | 금 | 금         | 은 | 은         | 동 | 동         |
| ----------------------- | --- | ---------- | --- | ---------- | --- | ---------- |
| 50m 자유형 자세히       | 잉어 더 브라윈 · 네덜란드                                                                                           | 24.58      | 말리아 므텔라 · 프랑스 | 24.89      | 리비 렌턴 · 오스트레일리아                                                                                     | 24.91      |
| 100m 자유형 자세히      | 조디 헨리 · 오스트레일리아                                                                                          | 53.84      | 잉어 더 브라윈 · 네덜란드 | 54.16      | 내털리 코글린 · 미국                                                                                           | 54.40      |
| 200m 자유형 자세히      | 카멜리아 포테크 · 루마니아                                                                                          | 1:58.03    | 페데리카 펠레그리니 · 이탈리아                                                                                                 | 1:58.22    | 솔렌 피구에 · 프랑스                                                                                           | 1:58.45    |
| 400m 자유형 자세히      | 로르 마노두 · 프랑스                                                                                                | 4:05.34 EU | 오틸리아 옝제이차크 · 폴란드                                                                                                   | 4:05.84    | 카이틀린 산데노 · 미국                                                                                         | 4:06.19    |
| 800m 자유형 자세히      | 시바타 아이 · 일본                                                                                                  | 8:24.54    | 로르 마노두 · 프랑스 | 8:24.96    | 디아나 먼즈 · 미국                                                                                             | 8:26.61    |
|                         | |            | |            | |            |
| 100m 배영 자세히        | 내털리 코글린 · 미국                                                                                                | 1:00.37    | 커스티 코번트리 · 짐바브웨 | 1:00.50    | 로르 마노두 · 프랑스                                                                                           | 1:00.88    |
| 200m 배영 자세히        | 커스티 코번트리 · 짐바브웨                                                                                          | 2:09.19 AF | 스타니슬라바 코마로바 · 러시아                                                                                                 | 2:09.72    | 안톄 부슈슐테 · 독일 · 나카무라 레이코 · 일본                                                                  | 2:09.88    |
|                         | |            | |            | |            |
| 100m 평영 자세히        | 뤄쉐쥐안 · 중화인민공화국                                                                                           | 1:06.64 OR | 브루크 핸슨 · 오스트레일리아                                                                                                   | 1:07.15    | 리즐 존스 · 오스트레일리아                                                                                     | 1:07.16    |
| 200m 평영 자세히        | 어맨다 비어드 · 미국                                                                                                | 2:23.37 OR | 리즐 존스 · 오스트레일리아 | 2:23.60    | 안네 폴레스카 · 독일                                                                                           | 2:25.82    |
|                         | |            | |            | |            |
| 100m 접영 자세히        | 페트리아 토머스 · 오스트레일리아                                                                                    | 57.72      | 오틸리아 옝제이차크 · 폴란드                                                                                                   | 57.84      | 잉어 더 브라윈 · 네덜란드                                                                                      | 57.99      |
| 200m 접영 자세히        | 오틸리아 옝제이차크 · 폴란드                                                                                        | 2:06.05    | 페트리아 토머스 · 오스트레일리아                                                                                               | 2:06.36    | 나카니시 유코 · 일본                                                                                           | 2:08.04    |
|                         | |            | |            | |            |
| 200m 개인혼영 자세히    | 야나 클로치코바 · 우크라이나                                                                                        | 2:11.14    | 어맨다 비어드 · 미국 | 2:11.70 AM | 커스티 코번트리 · 짐바브웨                                                                                     | 2:12.72 AF |
| 400m 개인혼영 자세히    | 야나 클로치코바 · 우크라이나                                                                                        | 4:34.83    | 카이틀린 산데노 · 미국 | 4:34.95 AM | 게오르기나 바르다치 · 아르헨티나                                                                               | 4:37.51 SA |
|                         | |            | |            | |            |
| 400m 자유형 계주 자세히 | 오스트레일리아 · 앨리스 타이트 · 리비 렌턴 · 페트리아 토머스 · 조디 헨리 · 사라 르얀*                               | 3:35.94    | 미국 · 카라 조이스 · 내털리 코글린 · 어맨다 웨이어 · 제니 톰슨 · 린지 벵코* · 마리트자 코레이아* · 콜린 란*                    | 3:36.39 AM | 네덜란드 · 한탈 흐로트 · 잉어 데커르 · 마를레인 펠드하위스 · 잉어 더 브라윈 · 안나벨 코스텐*                   | 3:37.59    |
| 800m 자유형 계주 자세히 | 미국 · 내털리 코글린 · 칼리 파이퍼 · 다나 볼머 · 카이틀린 산데노 · 린지 벵코* · 리 제프레이* · 라이클 코미서즈*     | 7:53.42    | 중화인민공화국 · 주잉원 · 쑤양웨이 · 양위 · 펑자잉 · 리지*                                                                     | 7:55.97 AS | 독일 · 프란지스카 알름시크 · 페트라 달만 · 안톄 부슈슐테 · 한나 스토크바우어 · 야니나 괴츠* · 사라 하르스티크* | 7:57.37    |
| 400m 혼계영 자세히      | 오스트레일리아 · 기안 루니 · 리즐 존스 · 페트리아 토머스 · 조디 헨리 · 브루크 핸슨* · 앨리스 타이트* · 제시카 시퍼* | 3:57.32    | 미국 · 내털리 코글린 · 어맨다 비어드 · 제니 톰슨 · 카라 조이스 · 해일리 코프* · 타라 키크* · 라이클 코미서즈* · 어맨다 웨이어* | 3:59.12    | 독일 · 안톄 부슈슐테 · 사라 포에베 · 프란지스카 알름시크 · 다니엘라 괴츠                                       | 4:00.72 EU |

*는 예선에만 참가하고 메달을 딴 선수를 의미한다.